# Юнаки
Юнаки (укр. Юнаки) — село,
Зеленовский сельский совет,
Чутовский район,
Полтавская область,
Украина.
Код КОАТУУ — 5325481604. Население по переписи 2001 года составляло 38 человек.

## Географическое положение
Село Юнаки находится в балке Юнаковская, 
на расстоянии в 1,5 км от сёл Лисичья и Смородщина.
По селу протекает пересыхающий ручей с запрудой.